# 元景 (营州刺史)
元景（？—？），河南郡洛阳县（今河南省洛阳市东）人，魏明元帝拓跋嗣曾孙，内都大官、乐安简王拓跋良之子，北魏宗室、官员。

## 生平
太和十八年（494年）九月，魏孝文帝元宏亲自考核官员，他对散骑常侍元景说：“你自从在集书省任职，全省失职拖延怠惰，致使皇帝的言论失去记载，起居注失去修撰，如此过失，责任在于你，今天可以降为中大夫，代理散骑常侍，削夺一年的俸禄。”同年十一月甲申（494年12月26日），魏孝文帝经过比干墓，亲自为比干撰写吊文，元景也作为82名随祭官之一跟随参与了这次巡视，当时的题名为“散骑常侍、领司宗中大夫、臣河南郡元景”，在所有82名随祭官中排在第10位。元景后升任左卫将军、宗正卿，外任平东将军、营州刺史。元景在营州修建万佛堂石窟，为魏孝文帝禳灾求福。元景死后，朝廷赠予使持节、安东将军、营幽二州刺史，谥号懿。

## 子女
- 元某，娶陆孟晖[5]
- 元则，第二子，北魏齐州平东府中兵参军[6]